# Роберт Сімсон
Роберт Сімсон (англ. Robert Simson; 14 жовтня 1687 — 1 жовтня 1768) — шотландський математик, доктор медицини, професор математики в Університеті Глазго.
В 1723 р. в XL томі «Philosophical Transactions» під заголовком «Two general propositions of Pappus, in which many of Euclid’s porisms are included» надруковано першу працю Сімсона; потім йшли: «Apollonii Pergaei locorum pianorum libri II, restituti a Rob. Simson» (Глазго, 1749) і «The Elements of Euclid» (1756) — підручник, багато разів перевидавався. Інші твори Сімсона: «Sectionum conicarum libri V» (Единбург, 1735; переведено німецькою) і «On the extraction of the approximate roots of numbres by infinite serius» («Philos. Transact.», 1753).
Після смерті Сімсона залишилися в рукописі багато невиданих його робіт. З частини їх склався виданий в 1776 збірник «Simson’s opera quaedam reliqua», містить: 1) Apollonii Pergaei de sectione determinata, 2) porismatum liber, 3) de logarithmis liber, 4) On the limits of quantities and ratios, 5) Some geometrical prob l ems. У другому з цих творів автор дає визначення «порізми» у сенсі Евкліда. Це визначення, прийняте математиками, затрималося в науці майже на століття. На рік раніше вийшли також  «Elements of the Conic Sections» (Единбург, 1775).
Пряма, відома під ім'ям сімсонової, яка проходить через основи перпендикулярів, опущених на сторони трикутника з якої-небудь точки описаного навколо нього кола, ніколи не належала Сімсону.